# Мисткі (Любуське воєводство)
Мисткі (пол. Mystki, нім. Neuscheune) — село в Польщі, у гміні Любішин Ґожовського повіту Любуського воєводства.
Населення — 152 особи (2011).

## Демографія
Демографічна структура станом на 31 березня 2011 року:
|          | Загалом | Допрацездатний вік | Працездатний вік | Постпрацездатний вік |
| -------- | ------- | ------------------ | ---------------- | -------------------- |
| Чоловіки | 80      | 22                 | 54               | 4                    |
| Жінки    | 72      | 13                 | 45               | 14                   |
| Разом    | 152     | 35                 | 99               | 18                   |